# Rajeev Thottappillil
Rajeev Thottappillil, född 1958 i Indien, är sedan år 2000 professor och arbetar sedan 1 september 2008 som avdelningschef på Avdelningen för elektroteknisk teori och konstruktion, Skolan för Elektro- och Systemteknik, Kungliga Tekniska högskolan (KTH), Stockholm. Tidigare har han arbetat som professor vid Ångströmslaboratoriet vid Uppsala universitet (2000-2008).
Rajeev tog sin doktorrsexamen vid University of Florida, Gainesville. 1996 blev han anställd vid Uppsala universitet. 
Han bedriver forskning inom bland annat elektromagnetisk kompatibilitet, åskskydd och elkraftkomponenter.